# Mellenthin (Adelsgeschlecht)

Wappen derer von Mellenthin

Mellenthin, auch Mellentin, ist der Name eines alten neumärkisch-pommerschen Adelsgeschlechts. Die Herren von Mellenthin gehören zum Uradel in Hinterpommern. Zweige der Familie bestehen bis heute.

## Geschichte

### Herkunft
Erstmals erwähnt wird das Geschlecht mit dem Ritter Hermannus de Mellentin, der am 12. Juni 1250 urkundlich erscheint. Mellentin, der gleichnamige Stammsitz der Familie, liegt nahe Pyritz im ehemaligen Landkreis Soldin.

### Ausbreitung und Besitzungen

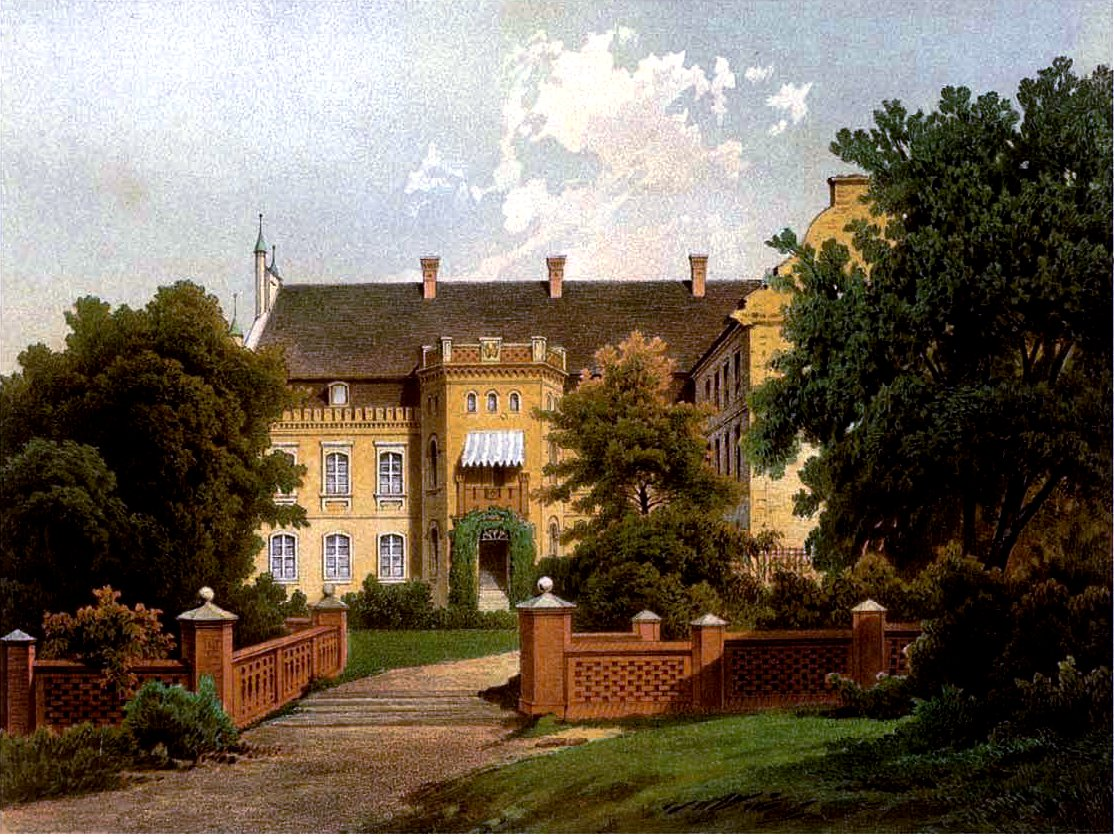
Schloss Falkenburg, um 1860, Sammlung Duncker

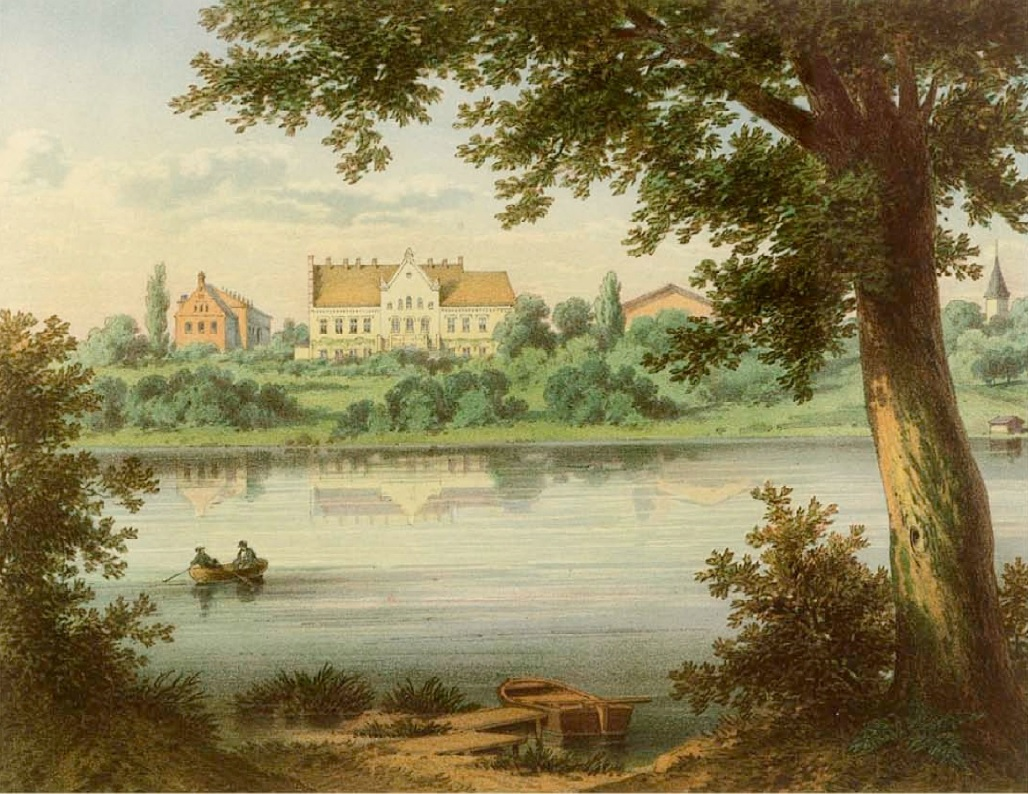
Rittergut Lienichen, Sammlung Alexander Duncker

Es bildeten sich zwei Stämme, deren genealogischer Zusammenhang aber noch nicht zweifelsfrei geklärt ist. Bereits 1337 war das Stammhaus Mellentin im Besitz der Familie. Im Laufe der Zeit konnten auch Güter in der Neumark und in Schlesien erworben werden.
Joachim von Mellenthin war 1461 herzoglich pommerscher Kanzler. Anfang des 16. Jahrhunderts befanden sich unter anderem Loist bei Köselitz und Woltersdorf bei Saatzig in Familienbesitz.
In der ersten Hälfte des 18. Jahrhunderts besaß ein von Mellenthin, königlich schwedischer Rittmeister und Landkommissar, das Gut Zansebuhr in Vorpommern, die Kinder seines Bruders das Gut Duvendiek, beides alte Besitzungen der Familie bei Franzburg.
Ein Teil des Dorfes Loist wurde von Siegmund von Mellenthin 1737 an den Generalfeldmarschall Friedrich Wilhelm von Grumbkow verkauft. Weitere Besitzungen in Pommern waren die Güter Gersdorf, Groß-Spiegel, Heide, Springe und Schloss Falkenburg im Kreis Dramburg, Klein Lienichen und Anteile von Langenhagen im Kreis Saatzig.
In Schlesien besaß 1857 Friederike, verwitwete Majorin von Mellenthin und geborene von Wenzky, Gassendorf im Landkreis Liegnitz und Nieder-Lobendau im Landkreis Goldberg. Während des 18. und 19. Jahrhunderts traten zahlreiche Angehörige in königlich preußische Staats- und Hofdienste und stellten Offiziere in der Preußische Armee.
Am 7. November 1872 wurde eine Familienstiftung begründet.

## Wappen
Das Wappen ist gespalten. Rechts von Gold und Schwarz geschacht, links in Silber eine aufgerichtete grüne Weinrebe mit drei Blättern und drei roten (auch blauen) Trauben. Auf dem Helm ein in drei Reihen von Gold und Schwarz geschachtes Brett vor drei gold-schwarz-silbernen Straußenfedern. Die Helmdecken sind rechts schwarz-golden, links schwarz-silbern.

## Namensträger
- Caspar Heinrich von Mellenthin (1717–1781), preußischer Landrat
- Bernhard von Mellenthin (1811–1875), deutscher Rittergutsbesitzer, Unternehmer, Offizier und Parlamentarier
- Xaver Edmund Karl von Mellenthin (1827–1915), preußischer Offizier
- Elise von Mellenthin (1831–1913), deutsche Krankenschwester, Stiftsdame in Lippstadt und Zeitzeugin[4]
- Hans-Joachim von Mellenthin (1887–1971), deutscher Fregattenkapitän
- Horst von Mellenthin (1898–1977), deutscher General der Artillerie
- Friedrich Wilhelm von Mellenthin (1904–1997), deutscher Generalmajor
- Ira von Mellenthin (1964–2004), deutsche Journalistin, Kolumnistin und Autorin